# Jac. van Hattum

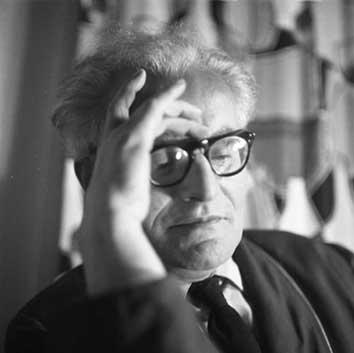
Jacob van Hattum, 1954 (Foto: Eva Böcker, geb. König)

Jacob (Jac.) van Hattum (Wommels, 10 februari 1900 – Amstelveen, 19 augustus 1981) was een Nederlandse schrijver en dichter. Zijn eigenlijke naam was Van Hattem, maar door een fout bij de burgerlijke stand werd het 'Van Hattum'.

## Drie op één perron
Aanvankelijk werkzaam als onderwijzer begon hij eind jaren twintig gedichten te schrijven. Deze verschenen aanvankelijk in christelijke tijdschriften en socialistische bloemlezingen. Van Hattum debuteerde in 1932 met het goedkoop uitgegeven bundeltje Baanbrekertjes. In de tweede helft van de jaren dertig timmerde hij aan de weg met verschillende dichtbundels, die een geheel eigen, ietwat ironisch geluid lieten horen: Gedichten (1936), De pothoofdplant (1936) en Frisia non cantat (1938).
Samen met Ed. Hoornik en Gerard den Brabander wordt hij geacht tot de 'Amsterdamse School' te behoren, die een reactie was op het tijdschrift Forum en ook het anekdotische toeliet in de poëzie. Het drietal publiceerde in 1938 een dichtbundel die met een verwijzing naar de naam van E. du Perron was getiteld Drie op één perron. Een tweede deel verscheen in 1941.

## Non-conformist

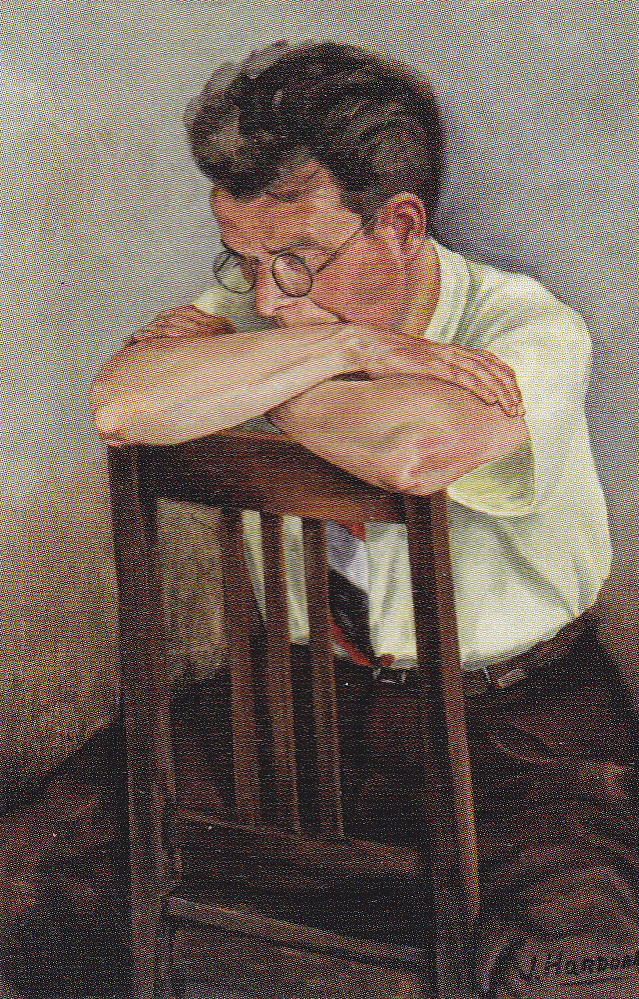
Van Hattum door J. Hardonk (c.1930)

Van Hattum was echter een echte individualist, die niet erg van samenwerking hield. Hij zette zich niet in voor literaire tijdschriften, zoals Hoornik. Ook vond hij de weg naar het café niet, zoals Den Brabander. Hij was een echte veelschrijver, die een tijd lang elk jaar een dichtbundel publiceerde, en toen de oorlogstijd dat onmogelijk maakte voor wie geen lid was van de Kultuurkamer, bracht hij illegale drukwerkjes in eigen beheer uit, die qua inhoud en qua vorm non-conformistisch waren: Kerstlied 1942, Neerlands taal (1943), Noord-Noord-West (met Reinold Kuipers, 1944) en Maatschappelĳk hulpbetoon (1944) bijvoorbeeld. Tijdens de oorlog wist hij ook andere uitgaven te publiceren, zoals zijn prozadebuut Van Odrimond, Millimas en anderen (1941), een verzameling sprookjes, die een voorbode was van zijn tweede soort bellettrie, de sprookjes of korte schetsen en verhalen met onderhuidse kritiek op de hypocrisie en ongelijkheid van de maatschappij. Zijn gevoeligheid daarvoor kwam mede voort uit zijn homoseksualiteit, die in de laatste jaren van de oorlog verhuld en in latere decennia openlijk in zijn werk tevoorschijn kwam.
In 1941 werd door Willem E. Blom diens dichtbundel Procul negotiis aan Van Hattum opgedragen; daarop zou die laatste een gedicht op Blom schrijven en hem opdragen dat werd afgedrukt in Bloms derde bundel Inter alia.
Na de oorlog ging Van Hattum direct door met zijn vele kleine boekjes, zowel de soms sarcastische korte verhalen als poëzie met lichte ondertoon: Een zomer (1946), Mannen en katten (1947), Het hart aan de spijker en Eule beule bolletje (beide 1954). In dat jaar verscheen ook zijn fraai uitgevoerde Verzamelde gedichten bij uitgeverij Van Oorschot. Een deel van zijn uitgaven bekostigde hij zelf, zoals bij een uitgeverij als De Beuk de gewoonte was, maar ook stuurde hij regelmatig nieuwjaarswensen rond met een gedicht erop. Ook in de jaren vijftig en zestig werd zijn werk goed verkocht en 'modern' bevonden: Sprookjes en vertellingen (1955), Plant u niet voort, een bewerking van de sonnetten van Shakespeare (1959), De liefste gast met een uitgesproken homoseksuele inslag (1961), Het kauwgumkind (1965), Loze aren (1970) bijvoorbeeld.

## Levensavond

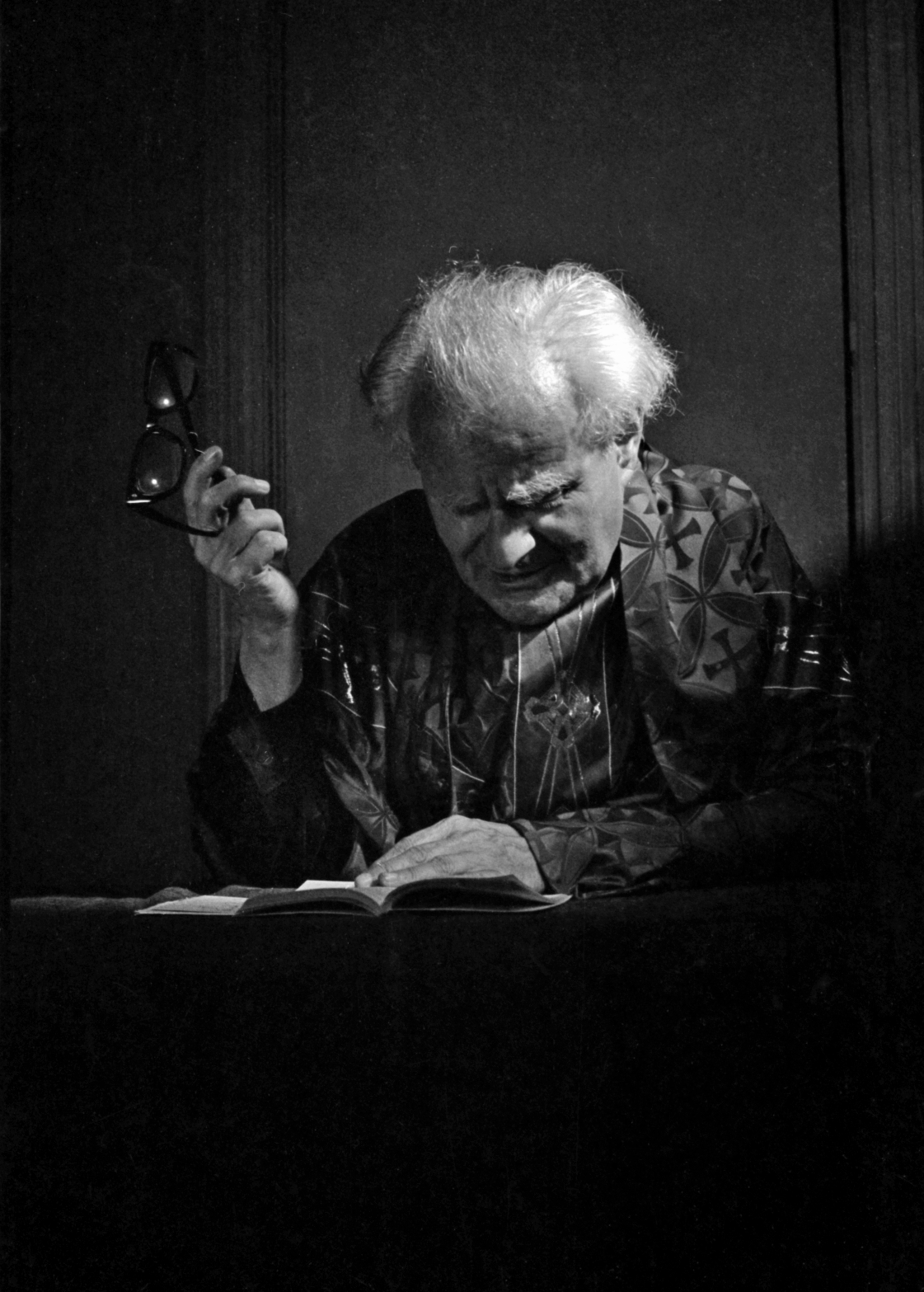
Van Hattum eind jaren zestig

In de jaren zestig begon hij rondweg excentriek te worden. Hij ging gewoonlijk gekleed in een kazuifel en bracht de rooms-katholieke eredienst tot uitdrukking in al wat hij deed. Begin jaren zeventig werd hij in een verpleeghuis opgenomen. Dat een keuze uit zijn verhalen in het fonds van de prestigieuze Stichting De Roos werd opgenomen vermocht niet meer tot hem door te dringen: Zeven verhalen met tekeningen van Tom Eyzenbach (1977). Na zijn overlijden in 1981 verschenen nog enkele bibliofiele boekjes, maar ook bracht Van Oorschot in 1993-1995 zijn Verzameld werk uit in twee delen. In werkelijkheid was het een keus daaruit, aangezien Van Hattums productie zeer groot was. Veel van zijn verhalen en gedichten zijn nog niet gepubliceerd.
Van Hattums werk is verder terug te vinden in talloze bloemlezingen, van zijn bekende gedicht 'Jij socialistisch meisje' in Flarden (1932) uitgegeven door de anarchistisch socialist Henk Eikeboom via het Boekenweekgeschenk van 1941 tot Gerrit Komrijs Nederlandse poëzie van de 19de tot en met de 21ste eeuw in 2000 en enige gedichten (13e druk, 2004).